# Atys lithiensis
Atys lithiensis is een slakkensoort uit de familie van de Haminoeidae. De wetenschappelijke naam van de soort is voor het eerst geldig gepubliceerd in 1903 door Sturany.